# Waldsassener Kasten

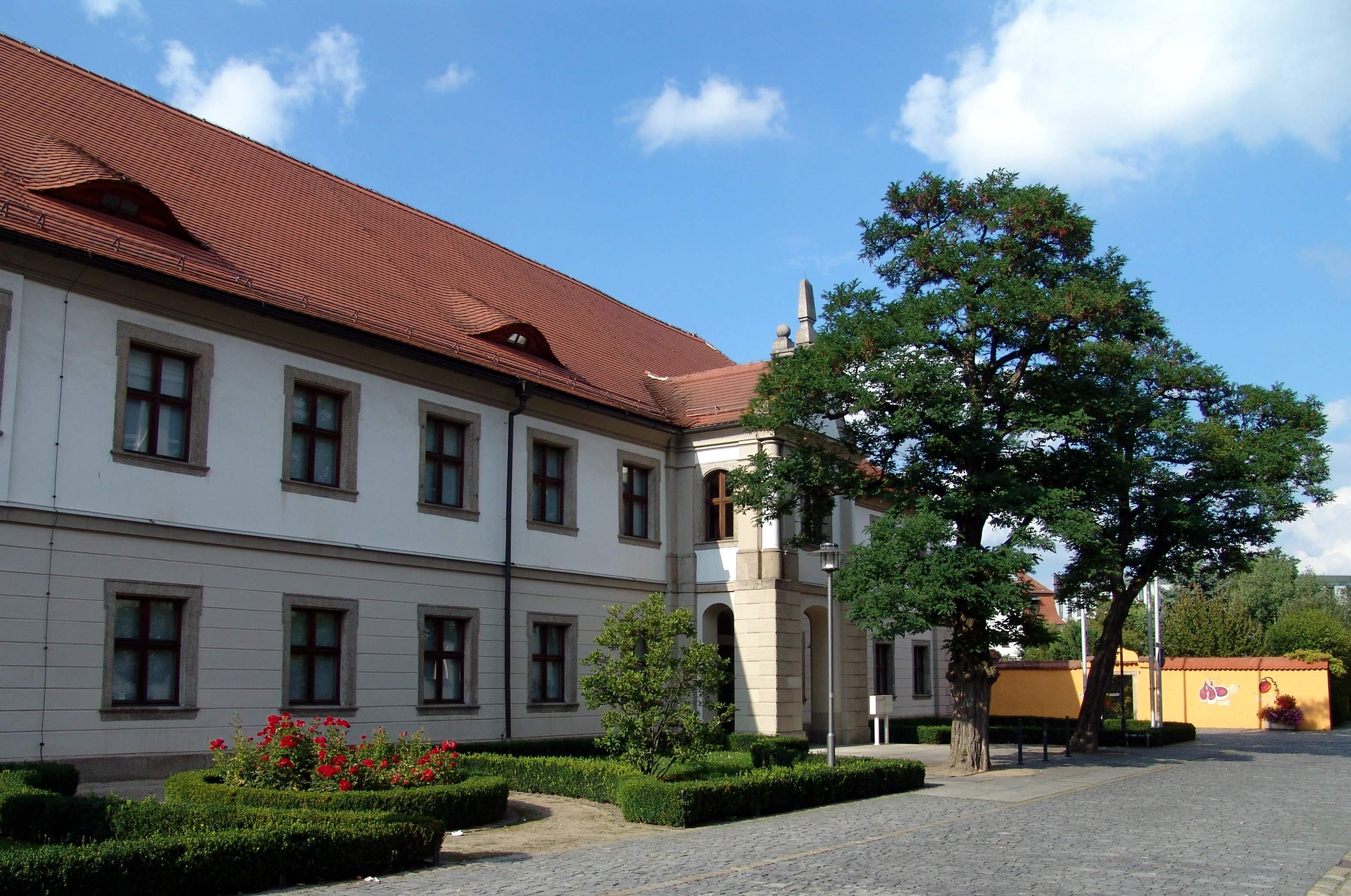

Der Waldsassener Kasten ist ein barockes Gebäude in der Stadt Weiden in der Oberpfalz, das von 1739 bis 1742 durch den Barockbaumeister Philipp Muttone erbaut wurde. Im ehemaligen Wirtschaftshof des Klosters Waldsassen befindet sich heute das Internationale Keramik-Museum und die Regionalbibliothek.

## Geschichte

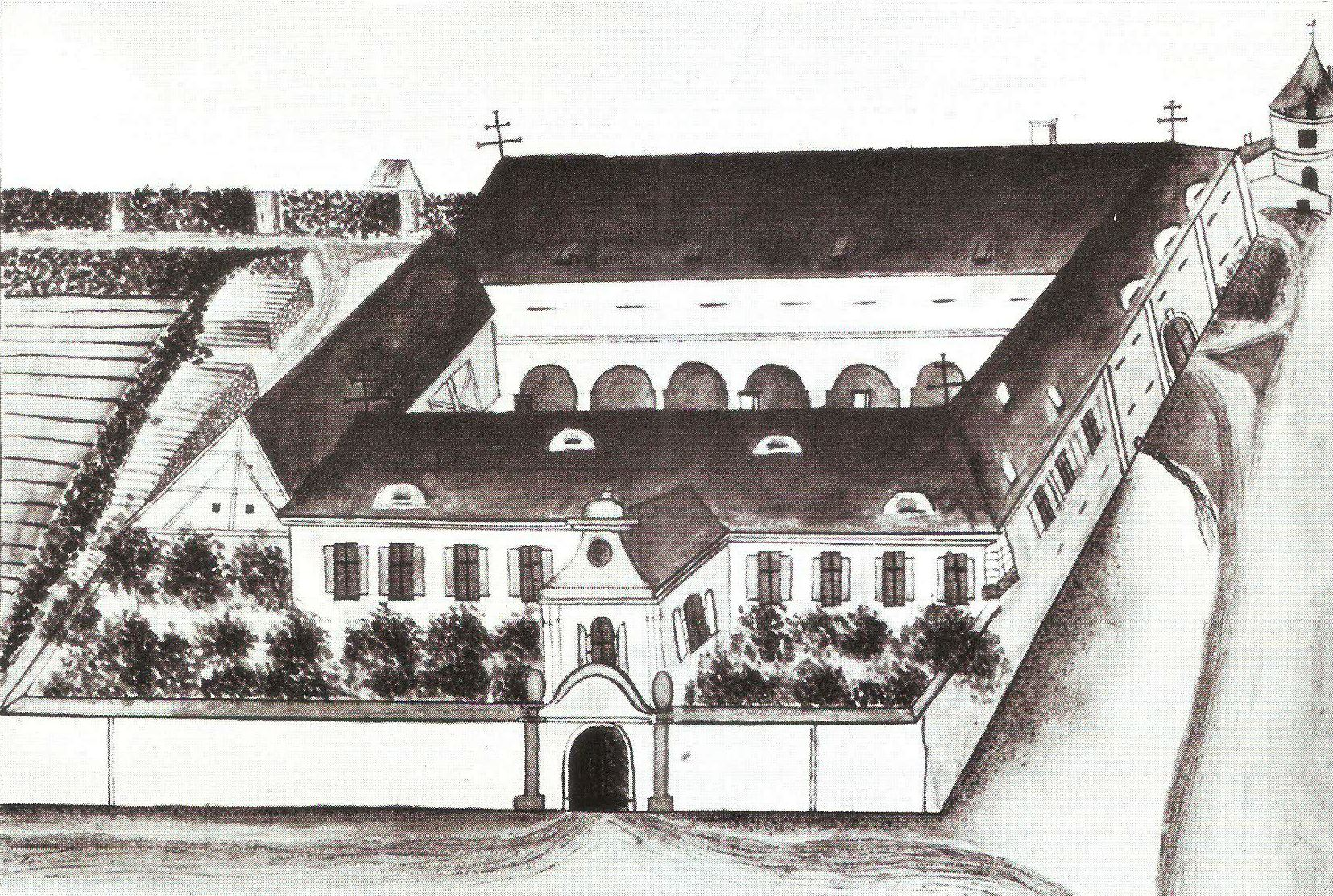
Waldsassener Kasten im Jahr 1821

Das Gebäude wurde in seiner heutigen Form von 1739 bis 1742 im Auftrag des Klosters Waldsassen von Johann Jacob Philipp Muttone errichtet. Zuerst diente es zur Verwaltung und Lagerung von Abgaben an das Kloster Waldsassen, welches damals einen umfangreichen Grundbesitz rund um Weiden hatte. Im Jahr 1803 wurde durch die Säkularisation das Staatliche Forstamt neuer Besitzer. Später wurde es als Bezirks- und Landgericht sowie als Fachoberschule genutzt. Nachdem das Gebäude von 1986 bis 1989 saniert worden war, zog im April 1990 das Internationale Keramik-Museum in den Waldsassener Kasten ein.

## Bauwerk
Das Bauwerk stellt einen barocken Wirtschaftshof mit einer trapezförmigen Grundfläche dar. Die der Stadt zugewandten südlichen Ecken sind rechtwinklig. Die beiden nördlichen Ecken sind dies jedoch nicht, da parallel zur Nordseite bereits vor Errichtung des Gebäudes die äußere Stadtmauer verlief, an deren Verlauf diese Ecken angepasst wurden. Deshalb war der Bau ursprünglich nicht ganz geschlossen, beim Bau der Regionalbibliothek wurde jedoch ein Übergang geschaffen. Besonders auffällig am Gebäude ist das barocke Eingangstor, welches heute als Eingang zum Internationalen Keramik-Museum dient. Vor diesem Eingangstor steht ein Baum (ein zweiter wurde abgesägt) sowie eine kleine barocke Gartenanlage. Diese besteht aus zwei durch Hecken abgegrenzten Kreisen, in deren Mitte sich Rosen befinden. In der Mitte befindet sich ein 757 Quadratmeter großer Innenhof, an dessen Nordseite die Arkaden mit einem Vorbau für die Regionalbibliothek versehen wurden. Der westlich von diesem gelegene Gebäudeteil stellt den neuesten Teil dar. An dieser Stelle war ursprünglich ein Stall, der durch einen Neubau der Bücherei ersetzt wurde. Hierfür wurde ein kurzer Verbindungstrakt geschaffen.